# Marie Baraton
Pour les articles homonymes, voir Baraton.
Marie Baraton est une chanteuse française née à Parthenay le 7 août 1989[réf. nécessaire].  Sa voix, ainsi que l'instrumentation utilisée dans beaucoup de ses chansons sont proches du fado ou du jazz manouche.

## Biographie
Ses parents pratiquent la musique et écoutent Brel, Brassens, Piaf ou Barbara. Enfant, elle accompagne sa mère accordéoniste dans une chorale de musiques traditionnelles, qu'elle finit par chanter. Elle découvre ensuite Nougaro, Reggiani...  
Elle intègre le conservatoire où elle y apprend les techniques du chant classique en tant que mezzo-soprano. Elle découvre les techniques de l’interprétation théâtrale. Elle chante le répertoire d'Édith Piaf dans les rues, mais également les Beatles et Jeanne Cherhal.   
Elle rencontre le pianiste, guitariste et compositeur Pierre-André Athané lors d'un tour de chant, avec qui elle démarre une collaboration, celui-ci écrivant les textes et les mélodies suivant l'inspiration de Marie Baraton. Ils s'inspirent de Piaf, Barbara et Aznavour, Marie chantant ses propres compositions au milieu de reprises de ces chanteurs. La bonne réception de ces compositions par le public la pousse à enregistrer un album.                  
En 2012 paraît le premier album de Marie Baraton, L'Un et l'Autre, salué par la critique : elle est qualifiée de « plaisante et probante découverte », « à la voix vibrante et sincère ». Cet album lui permet d’être demi-finaliste du concours Georges Moustaki en décembre 2014.                
Elle travaille également avec le guitariste Michel Haumont qui coréalise, avec Pierre-André Athané, le deuxième album Ma folie aime sorti en avril 2016.                 
Lors de ses concerts, en plus de ses chansons et pour apporter un peu de comique, elle continue à chanter des chansons d'autres artistes, tels que Sanseverino ou Lynda Lemay.

## Discographie

### Albums
- 2012 : L'Un et l'Autre
- 2016 : Ma folie aime
- 2022 : Marie Baraton en trio